# ان نو گیوجا
ان نو گیوجا (به ژاپنی: 役小角); ۱ ژانویهٔ ۰۶۳۴ – تاریخ ورودی نامعتبر است ریاضت‌طلب و اهل عرفان، بنیان گذار شوگندو اهل ژاپن بود.